# Ligue des champions masculine de l'EHF 2002-2003
Navigation
Ligue des champions 2001-2002 Ligue des champions 2003-2004
La saison 2002-2003 de la Ligue des champions masculine de l'EHFest la 43e édition de la compétition, anciennement Coupe d'Europe des clubs champions. Organisée par l'EHF, elle met aux prises 24 équipes européennes. 
Cette édition a vu le Montpellier Handball remporter son premier titre aux dépens du Portland San Antonio et ainsi succéder au SC Magdebourg.

## Présentation

### Formule
Les 24 équipes qualifiées sont reparties en fonction du classement de leur pays réalisé à partir des performances des années précédentes :
- 16 équipes participent au premier tour de qualification disputé sous la forme de matchs en aller et retour.
- 8 équipes, directement qualifiées, et les 8 équipes qualifiées du premier tour participent au deuxième tour de qualification, disputé également sous la forme de matchs en aller et retour.
- 8 équipes, directement qualifiées, et les 8 équipes qualifiées du deuxième tour participent à la phase de groupes. Les 16 équipes sont réparties dans quatre groupes de quatre équipes où elles disputent un championnat à six journées. Les deux premiers de chaque groupe sont qualifiés pour les quarts de finale et les deux derniers sont éliminés.

La compétition se déroule ensuite sous la forme de matchs en aller et retour jusqu'en finale.

### Participants
La liste des engagés, par tour d'entrée dans la compétition, est :
| Phase de groupes | Phase de groupes | Phase de groupes | Phase de groupes | Phase de groupes | Phase de groupes | Phase de groupes | Phase de groupes |
| --- | --- | --- | --- | --- | --- | --- | --- |
| - SC Magdebourg : tenant du titre - THW Kiel : champion d'Allemagne - RK Zagreb : Champion de Croatie - Kolding IF Håndbold : Champion du Danemark | - SC Magdebourg : tenant du titre - THW Kiel : champion d'Allemagne - RK Zagreb : Champion de Croatie - Kolding IF Håndbold : Champion du Danemark | - SC Magdebourg : tenant du titre - THW Kiel : champion d'Allemagne - RK Zagreb : Champion de Croatie - Kolding IF Håndbold : Champion du Danemark | - SC Magdebourg : tenant du titre - THW Kiel : champion d'Allemagne - RK Zagreb : Champion de Croatie - Kolding IF Håndbold : Champion du Danemark | - Portland San Antonio : champion d'Espagne - Montpellier Handball : champion de France - Fotex KC Veszprém : champion de Hongrie - RD Prule 67 : champion de Slovénie | - Portland San Antonio : champion d'Espagne - Montpellier Handball : champion de France - Fotex KC Veszprém : champion de Hongrie - RD Prule 67 : champion de Slovénie | - Portland San Antonio : champion d'Espagne - Montpellier Handball : champion de France - Fotex KC Veszprém : champion de Hongrie - RD Prule 67 : champion de Slovénie | - Portland San Antonio : champion d'Espagne - Montpellier Handball : champion de France - Fotex KC Veszprém : champion de Hongrie - RD Prule 67 : champion de Slovénie |
| Deuxième tour préliminaire | | | | | | | |
| - IL Runar : Champion de Norvège - Wisła Płock : Champion de Pologne - HC Baník Karviná : Champion de République tchèque - Medvedi Tchekhov : Champion de Russie | - IL Runar : Champion de Norvège - Wisła Płock : Champion de Pologne - HC Baník Karviná : Champion de République tchèque - Medvedi Tchekhov : Champion de Russie | - IL Runar : Champion de Norvège - Wisła Płock : Champion de Pologne - HC Baník Karviná : Champion de République tchèque - Medvedi Tchekhov : Champion de Russie | - IL Runar : Champion de Norvège - Wisła Płock : Champion de Pologne - HC Baník Karviná : Champion de République tchèque - Medvedi Tchekhov : Champion de Russie | - HK Drott Halmstad : Champion de Suède - Pfadi Winterthur : Champion de Suisse - Chakhtar Donetsk : Champion d'Ukraine - RK Partizan Belgrade : Champion de Serbie-et-Monténégro | - HK Drott Halmstad : Champion de Suède - Pfadi Winterthur : Champion de Suisse - Chakhtar Donetsk : Champion d'Ukraine - RK Partizan Belgrade : Champion de Serbie-et-Monténégro | - HK Drott Halmstad : Champion de Suède - Pfadi Winterthur : Champion de Suisse - Chakhtar Donetsk : Champion d'Ukraine - RK Partizan Belgrade : Champion de Serbie-et-Monténégro | - HK Drott Halmstad : Champion de Suède - Pfadi Winterthur : Champion de Suisse - Chakhtar Donetsk : Champion d'Ukraine - RK Partizan Belgrade : Champion de Serbie-et-Monténégro |
| Premier tour préliminaire | | | | | | | |
| - A1 Bregenz : Champion d'Autriche - HC Eynatten : Champion de Belgique - SKA Minsk : Champion de Biélorussie - HRK Izviđač Ljubuški : Champion de Bosnie-Herzégovine - HK Lokomotiv Varna : Champion de Bulgarie - SPE Strovolos Nicosie : Champion de Chypre - Shevardeni STU Tbilissi : Champion de Géorgie - Panellínios Athènes : Champion de Grèce | - A1 Bregenz : Champion d'Autriche - HC Eynatten : Champion de Belgique - SKA Minsk : Champion de Biélorussie - HRK Izviđač Ljubuški : Champion de Bosnie-Herzégovine - HK Lokomotiv Varna : Champion de Bulgarie - SPE Strovolos Nicosie : Champion de Chypre - Shevardeni STU Tbilissi : Champion de Géorgie - Panellínios Athènes : Champion de Grèce | - A1 Bregenz : Champion d'Autriche - HC Eynatten : Champion de Belgique - SKA Minsk : Champion de Biélorussie - HRK Izviđač Ljubuški : Champion de Bosnie-Herzégovine - HK Lokomotiv Varna : Champion de Bulgarie - SPE Strovolos Nicosie : Champion de Chypre - Shevardeni STU Tbilissi : Champion de Géorgie - Panellínios Athènes : Champion de Grèce | - A1 Bregenz : Champion d'Autriche - HC Eynatten : Champion de Belgique - SKA Minsk : Champion de Biélorussie - HRK Izviđač Ljubuški : Champion de Bosnie-Herzégovine - HK Lokomotiv Varna : Champion de Bulgarie - SPE Strovolos Nicosie : Champion de Chypre - Shevardeni STU Tbilissi : Champion de Géorgie - Panellínios Athènes : Champion de Grèce | - Pallamano Trieste : Champion d'Italie - HC Granitas Kaunas : Champion de Lituanie - HB Esch : Champion du Luxembourg - RK Vardar Skopje : Champion de Macédoine - V&L Handbal Geleen : Championnat des Pays-Bas - Fibrex Săvinești : Championnat de Roumanie - HC MŠK Považská Bystrica : Championnat de Slovaquie - ASKİ SK : Championnat de Turquie | - Pallamano Trieste : Champion d'Italie - HC Granitas Kaunas : Champion de Lituanie - HB Esch : Champion du Luxembourg - RK Vardar Skopje : Champion de Macédoine - V&L Handbal Geleen : Championnat des Pays-Bas - Fibrex Săvinești : Championnat de Roumanie - HC MŠK Považská Bystrica : Championnat de Slovaquie - ASKİ SK : Championnat de Turquie | - Pallamano Trieste : Champion d'Italie - HC Granitas Kaunas : Champion de Lituanie - HB Esch : Champion du Luxembourg - RK Vardar Skopje : Champion de Macédoine - V&L Handbal Geleen : Championnat des Pays-Bas - Fibrex Săvinești : Championnat de Roumanie - HC MŠK Považská Bystrica : Championnat de Slovaquie - ASKİ SK : Championnat de Turquie | - Pallamano Trieste : Champion d'Italie - HC Granitas Kaunas : Champion de Lituanie - HB Esch : Champion du Luxembourg - RK Vardar Skopje : Champion de Macédoine - V&L Handbal Geleen : Championnat des Pays-Bas - Fibrex Săvinești : Championnat de Roumanie - HC MŠK Považská Bystrica : Championnat de Slovaquie - ASKİ SK : Championnat de Turquie |

## Phase de qualification

### Premier tour de qualification
| Équipe                   | Aller   | Total   | Retour  | Équipe                  |
| ------------------------ | ------- | ------- | ------- | ----------------------- |
| Panellínios Athènes      | 30 – 23 | 56 – 48 | 26 – 25 | ASKI Ankara             |
| SKA Minsk                | 23 – 25 | 48 – 55 | 25 – 30 | HC Granitas Kaunas      |
| A1 Bregenz               | 31 – 19 | 59 – 43 | 28 – 24 | SPE Strovolos Nicosie   |
| Pallamano Trieste        | 33 – 27 | 59 – 52 | 15 – 22 | HRK Izviđač Ljubuški    |
| HC Eynatten              | 28 – 31 | 52 – 63 | 24 – 32 | RK Vardar Skopje        |
| HC MŠK Považská Bystrica | 35 – 25 | 70 – 48 | 35 – 23 | Shevardeni STU Tbilissi |
| HB Esch                  | 24 – 25 | 45 – 51 | 21 – 26 | V&L Handbal Geleen      |
| HK Lokomotiv Varna       | 20 – 41 | 37 – 75 | 17 – 34 | Fibrex Săvinești        |

### Deuxième tour de qualification
| Équipe             | Aller   | Total   | Retour  | Équipe                   |
| ------------------ | ------- | ------- | ------- | ------------------------ |
| HC Baník Karviná   | 31 – 25 | 67 – 47 | 36 – 22 | HC MŠK Považská Bystrica |
| V&L Handbal Geleen | 24 – 28 | 43 – 69 | 19 – 41 | Wisła Płock              |
| Sandefjord TIF     | 26 – 26 | 43 – 55 | 23 – 29 | RK Vardar Skopje         |
| Fibrex Săvinești   | 28 – 19 | 43 – 41 | 15 – 22 | RK Partizan Belgrade     |
| HK Drott Halmstad  | 29 – 26 | 49 – 51 | 20 – 25 | Panellínios Athènes      |
| A1 Bregenz         | 25 – 31 | 47 – 62 | 22 – 31 | Medvedi Tchekhov         |
| Chakhtar Donetsk   | 34 – 24 | 46 – 44 | 46 – 44 | HC Granitas Kaunas       |
| Pallamano Trieste  | 31 – 26 | 60 – 51 | 29 – 25 | Pfadi Winterthur         |

## Phase de groupes
| Légende pour le classement - Qualification pour les quarts de finale - Éliminé | Légende pour les scores - Équipe à domicile victorieuse - Match nul - Équipe à l'extérieur victorieuse |

### Groupe A
|   | Équipe              | Pts | J | G | N | P | Bp  | Bc  | Diff |  | Résultats (dom.\ext.) |       |       |       |       |
| - | ------------------- | --- | - | - | - | - | --- | --- | ---- |  | --------------------- | ----- | ----- | ----- | ----- |
| 1 | Fotex KC Veszprém   | 12  | 6 | 6 | 0 | 0 | 163 | 127 | 36   |  | Fotex KC Veszprém     |       | 31-22 | 38-24 | 19-13 |
| 2 | SC Magdebourg       | 8   | 6 | 4 | 0 | 2 | 179 | 166 | 13   |  | SC Magdebourg         | 27-28 |       | 40-32 | 30-29 |
| 3 | Wisła Płock         | 2   | 6 | 1 | 0 | 5 | 167 | 195 | -28  |  | Wisła Płock           | 25-30 | 29-31 |       | 28-26 |
| 4 | Panellínios Athènes | 2   | 6 | 1 | 0 | 5 | 131 | 152 | -21  |  | Panellínios Athènes   | 16-17 | 17-29 | 30-29 |       |

### Groupe B
|   | Équipe               | Pts | J | G | N | P | Bp  | Bc  | Diff |  | Résultats (dom.\ext.) |       |       |       |       |
| - | -------------------- | --- | - | - | - | - | --- | --- | ---- |  | --------------------- | ----- | ----- | ----- | ----- |
| 1 | Portland San Antonio | 10  | 6 | 5 | 0 | 1 | 180 | 142 | 38   |  | Portland San Antonio  |       | 32-30 | 31-23 | 34-21 |
| 2 | Kolding IF Håndbold  | 8   | 6 | 4 | 0 | 2 | 178 | 152 | 26   |  | Kolding IF Håndbold   | 24-21 |       | 30-22 | 33-23 |
| 3 | Pallamano Trieste    | 5   | 6 | 2 | 1 | 3 | 163 | 175 | -12  |  | Pallamano Trieste     | 26-32 | 32-31 |       | 36-22 |
| 4 | Chakhtar Donetsk     | 2   | 6 | 1 | 0 | 5 | 131 | 152 | -21  |  | Chakhtar Donetsk      | 18-30 | 22-30 | 24-24 |       |

### Groupe C
|   | Équipe               | Pts | J | G | N | P | Bp  | Bc  | Diff |  | Résultats (dom.\ext.) |       |       |       |       |
| - | -------------------- | --- | - | - | - | - | --- | --- | ---- |  | --------------------- | ----- | ----- | ----- | ----- |
| 1 | Montpellier Handball | 10  | 6 | 5 | 0 | 1 | 166 | 160 | 6    |  | Montpellier Handball  |       | 28-24 | 25-24 | 32-30 |
| 2 | RD Prule 67          | 8   | 6 | 4 | 0 | 2 | 179 | 169 | 10   |  | RD Prule 67           | 29-24 |       | 34-28 | 34-27 |
| 3 | Medvedi Tchekhov     | 4   | 6 | 2 | 0 | 4 | 182 | 170 | 12   |  | Medvedi Tchekhov      | 30-31 | 32-22 |       | 40-23 |
| 4 | HC Baník Karviná     | 2   | 6 | 1 | 0 | 5 | 167 | 195 | -28  |  | HC Baník Karviná      | 23-26 | 29-36 | 35-27 |       |

### Groupe D
|   | Équipe           | Pts | J | G | N | P | Bp  | Bc  | Diff |  | Résultats (dom.\ext.) |       |       |       |       |
| - | ---------------- | --- | - | - | - | - | --- | --- | ---- |  | --------------------- | ----- | ----- | ----- | ----- |
| 1 | THW Kiel         | 8   | 6 | 4 | 0 | 2 | 175 | 150 | 25   |  | THW Kiel              |       | 24-28 | 37-28 | 34-23 |
| 2 | RK Zagreb        | 7   | 6 | 3 | 1 | 2 | 156 | 154 | 2    |  | RK Zagreb             | 23-28 |       | 24-24 | 30-25 |
| 3 | Fibrex Săvinești | 5   | 6 | 2 | 1 | 3 | 164 | 162 | 2    |  | Fibrex Săvinești      | 21-26 | 28-23 |       | 36-26 |
| 4 | RK Vardar Skopje | 4   | 6 | 2 | 0 | 4 | 152 | 181 | -29  |  | RK Vardar Skopje      | 27-26 | 25-28 | 26-25 |       |

## Phase finale

### Quarts de finale
Les quatre premiers ainsi que les quatre deuxième de chaque groupe participent à la phase finale, qui débute par les quarts de finale. Les équipes se trouvant dans le Chapeau 1 tomberont face aux équipes du Chapeau 2 et à notez que celle-ci reçoivent au match aller.
Composition des chapeaux
Les chapeaux sont réalisés simplement en prenant le classement des huit équipes dans leur groupe respectif.
| Chapeau 1            | Chapeau 2           |
| -------------------- | ------------------- |
| Fotex KC Veszprém    | SC Magdebourg       |
| Portland San Antonio | Kolding IF Håndbold |
| Montpellier Handball | RD Prule 67         |
| THW Kiel             | RK Zagreb           |

Résultats
| Équipe 1              | Équipe 2             | Aller         | Retour      | Total   |
| --------------------- | -------------------- | ------------- | ----------- | ------- |
| Kolding IF Håndbold   | Fotex KC Veszprém    | 1er mars 2003 | 9 mars 2003 | 57 – 63 |
| Kolding IF Håndbold   | Fotex KC Veszprém    | 31 - 27       | 26 - 36     | 57 – 63 |
| SC Magdebourg         | Portland San Antonio | 2 mars 2003   | 8 mars 2003 | 56 - 60 |
| SC Magdebourg         | Portland San Antonio | 22 - 26       | 34 - 34     | 56 - 60 |
| RK Zagreb             | Montpellier Handball | 1er mars 2003 | 9 mars 2003 | 53 - 62 |
| RK Zagreb             | Montpellier Handball | 28 - 28       | 25 - 34     | 53 - 62 |
| RD Prule 67 Ljubljana | THW Kiel             | 2 mars 2003   | 9 mars 2003 | 61 - 59 |
| RD Prule 67 Ljubljana | THW Kiel             | 33 - 33       | 28 - 26     | 61 - 59 |

### Demi-finales
| Équipe 1              | Équipe 2             | Aller        | Retour       | Total   |
| --------------------- | -------------------- | ------------ | ------------ | ------- |
| RD Prule 67 Ljubljana | Montpellier Handball | 30 mars 2003 | 6 avril 2003 | 60 – 63 |
| RD Prule 67 Ljubljana | Montpellier Handball | 29 - 27      | 23 - 29      | 60 – 63 |
| Portland San Antonio  | Fotex KC Veszprém    | 30 mars 2003 | 6 avril 2003 | 54 - 50 |
| Portland San Antonio  | Fotex KC Veszprém    | 28 - 20      | 26 - 30      | 54 - 50 |

### Finale
Le club français du Montpellier Handball remporte son premier titre en s'imposant 50 à 46 face au club espagnol du Portland San Antonio.

#### Finale aller
| 26 avril 2003 19h00 | Portland San Antonio   | 27 - 19      | Montpellier Handball | Pabellón Universitario de Navarra, Pampelune, Espagne Affluence : 3 000 Arbitrage : Stefan Arnaldsson et Gunnar Vidarsson |
| 26 avril 2003 19h00 | Mikhaïl Iakimovitch 10 | (11 - 9)     | Nikola Karabatic 11  | Pabellón Universitario de Navarra, Pampelune, Espagne Affluence : 3 000 Arbitrage : Stefan Arnaldsson et Gunnar Vidarsson |
| 26 avril 2003 19h00 | ×3 ×6                  | EHF Handzone | ×3                   | Pabellón Universitario de Navarra, Pampelune, Espagne Affluence : 3 000 Arbitrage : Stefan Arnaldsson et Gunnar Vidarsson |

| Portland San Antonio        |     |                      |                      |                                        |
| 1                           | GB  | Iñaki Malumbres (en) |                      |                                        |
| 16                          | GB  | Vladimir Rivero      | 60', 18 arrêts       |                                        |
| 3                           | ALD | Óscar Mainer (es)    | 2/3                  |                                        |
| 4                           | ALD | Javier Ortigosa      | 0/0                  |                                        |
| 5                           | DEF | Arnaud Calbry        | 0/0                  | Carton jaune · Suspension              |
| 9                           | ARD | Mateo Garralda       | 1                    |                                        |
| 10                          | ARD | Alberto Martín Goñi  | 2/3                  | Carton jaune · Suspension · Suspension |
| 11                          | DC  | Oleg Kisselev        | 0/0                  | Suspension                             |
| 13                          | AL  | Alberto Urdiales     | 3/4                  |                                        |
| 14                          | DC  | Jackson Richardson   | 6/10                 |                                        |
| 17                          | ALG | Ambros Martín        | 3/5                  |                                        |
| 18                          | P   | Dirk Beuchler        | 0/1                  |                                        |
| 19                          | ARG | Mikhaïl Iakimovitch  | 10/12 (dont 2/2 pen) |                                        |
| 20                          | P   | Juancho Pérez        | 0                    | Carton jaune · Suspension · Suspension |
| Entraîneur : Zupo Equisoain |     |                      |                      |                                        |

|        | Statistiques   |        |
| ------ | -------------- | ------ |
| 27/43  | Buts marqués   | 19/45  |
| 62,8 % | % réussite     | 42,2 % |
| 5/6    | Jets de 7 m    | 2/3    |
| 3      | Cartons jaunes | 3      |
| 12 min | Suspensions    | 6 min  |
| 0      | Cartons rouges | 0      |
| 18     | Arrêts         | 14     |
| ? %    | % d'arrêts     | ? %    |

| Montpellier Handball         |     |                          |                               |                               |
| 1                            | GB  | Thierry Omeyer           | 33', 11 arrêts (dont 1/3 pen) | 33', 11 arrêts (dont 1/3 pen) |
| 12                           | GB  | Bruno Martini (handball) | 27', 3 arrêts (dont 0/3 pen)  | 27', 3 arrêts (dont 0/3 pen)  |
| 3                            | DEF | Didier Dinart            | 0                             |                               |
| 4                            | ARG | Damien Kabengele         | 2/3                           | Carton jaune · Suspension     |
| 6                            | ARG | Nikola Karabatic         | 11/12 (dont 2/2 pen)          |                               |
| 9                            | ALD | Grégory Anquetil         | 0                             | Suspension                    |
| 10                           | P   | Laurent Puigségur        | 0/0                           |                               |
| 11                           | DC  | Rastko Stefanovič        | 3/6 (dont 0/1 pen)            | Suspension                    |
| 13                           | DC  | Andrej Golić             | 0/2                           |                               |
| 14                           | ALG | Michaël Guigou           | 1/3                           |                               |
| 17                           | ARD | Cédric Burdet            | 0/4                           | Carton jaune                  |
| 18                           | ARD | Sobhi Sioud              | 1/9                           |                               |
| 21                           | ALD | Damien Scaccianoce       | 0/0                           |                               |
| 77                           | ARG | Mladen Bojinović         | 1/3                           | Carton jaune                  |
| Entraîneur : Patrice Canayer |     |                          |                               |                               |

L'évolution du score est : 1-1 (4e) ; 2-2 (6e) ; 8-2 (20e) ; 8-4 (23e) ; 9-6 (25e) ; 11-7 (29e); 11-9 (mi-temps) ; 11-10 ; 13-10 (34e) ; 17-11 (40e) ; 18-14 ; 20-15 (46e); 23-15 (48e) ; 25-16 (53e) ; 25-18 ; 27-19.

#### Finale retour
| 4 mai 2003 17h00 | Montpellier Handball | 31 - 19      | Portland San Antonio  | Palais des sports René-Bougnol, Montpellier, France Affluence : 3 000 Arbitrage : Jan Boye et Bjarne Munk Jensen |
| 4 mai 2003 17h00 | Michaël Guigou 10    | (14 - 10)    | Mikhaïl Iakimovitch 4 | Palais des sports René-Bougnol, Montpellier, France Affluence : 3 000 Arbitrage : Jan Boye et Bjarne Munk Jensen |
| 4 mai 2003 17h00 | ×3+1 ×5 ×1           | EHF Handzone | ×3+1 ×5 ×1            | Palais des sports René-Bougnol, Montpellier, France Affluence : 3 000 Arbitrage : Jan Boye et Bjarne Munk Jensen |

| Montpellier Handball         |     |                          |                             |                                        |
| 1                            | GB  | Thierry Omeyer           | 60', 15 arrêts              | 60', 15 arrêts                         |
| 12                           | GB  | Bruno Martini (handball) | 1 arrêts sur pen.           | 1 arrêts sur pen.                      |
| 3                            | DEF | Didier Dinart            | 0                           | Carton jaune · Suspension              |
| 4                            | ARG | Damien Kabengele         | 3/4                         | Carton jaune · Suspension · Suspension |
| 6                            | ARG | Nikola Karabatic         | 5/8 (dont 3/4 pen.)         | Suspension · Suspension                |
| 9                            | ALD | Grégory Anquetil         | 3 ou 4/6                    | Carton rouge                           |
| 10                           | P   | Laurent Puigségur        | 2/2                         |                                        |
| 11                           | DC  | Rastko Stefanovič        | 0/0                         |                                        |
| 13                           | DC  | Andrej Golić             | 0/0                         |                                        |
| 14                           | ALG | Michaël Guigou           | 11 ou 10/11 (dont 4/4 pen.) |                                        |
| 17                           | ARD | Cédric Burdet            | 0/2                         | Carton jaune                           |
| 18                           | ARD | Sobhi Sioud              | 2/5                         |                                        |
| 21                           | ALD | Damien Scaccianoce       | 0/0                         |                                        |
| 77                           | ARG | Mladen Bojinović         | 5/8                         | Carton jaune                           |
| Entraîneur : Patrice Canayer |     |                          |                             |                                        |

|        | Statistiques   |        |
| ------ | -------------- | ------ |
| 31/46  | Buts marqués   | 19/41  |
| 67,4 % | % réussite     | 46,3 % |
| 7/8    | Jets de 7 m    | 2/4    |
| 4      | Cartons jaunes | 4      |
| 10 min | Suspensions    | 10 min |
| 1      | Cartons rouges | 1      |
| 16     | Arrêts         | 10     |
| ? %    | % d'arrêts     | ? %    |

| Portland San Antonio        |     |                      |                      |                                                                    |
| 1                           | GB  | Iñaki Malumbres (en) | 1 arrêt              | 1 arrêt                                                            |
| 16                          | GB  | Vladimir Rivero      | 9 arrêts dont 1 pen. | 9 arrêts dont 1 pen.                                               |
| 3                           | ALD | Óscar Mainer (es)    | 2/3                  |                                                                    |
| 4                           | ALD | Javier Ortigosa      | 0/0                  |                                                                    |
| 5                           | DEF | Arnaud Calbry        | 0/0                  |                                                                    |
| 9                           | ARD | Mateo Garralda       | 2/5                  |                                                                    |
| 10                          | ARD | Alberto Martín Goñi  | 0/0                  | Suspension                                                         |
| 11                          | DC  | Oleg Kisselev        | 0/1                  |                                                                    |
| 13                          |     | Alberto Urdiales     | 3/4 (dont 1/2 pen.)  | Carton jaune                                                       |
| 14                          | DC  | Jackson Richardson   | 3 ou 4/8             | Carton jaune                                                       |
| 17                          | ALG | Ambros Martín        | 3 ou 4/7             | Carton jaune · Suspension · Suspension · Suspension · Carton rouge |
| 18                          | P   | Dirk Beuchler        | 0/0                  |                                                                    |
| 19                          | ARG | Mikhaïl Iakimovitch  | 4/9 (dont 1/2 pen.)  |                                                                    |
| 20                          | P   | Juancho Pérez        | 2/4                  | Suspension                                                         |
| Entraîneur : Zupo Equisoain |     |                      |                      |                                                                    |

L'évolution du score est : 3-0 (4e) ; 6-4 (8e) ; 11-4 (17e) ; 11-6 ; 13-7 (25e) ; 13-9 ; 14-10 (mi-temps) ; 15-11 (33e) ; 18-11 (35e) ; 20-12 (38e); 22-13 (43e); 25-15 (49e); 25-17(51e); 27-17 ; 27-18 ; 30-18 (58e); 31-19.

## Les champions d'Europe
| Vainqueur de la Ligue des champions de l'EHF 2002-2003 Montpellier Handball 1er titre |

L'effectif du Montpellier Handball était, :
| Gardiens de but - Bruno Martini - Thierry Omeyer - Aurelien Imhoff Ailiers - Grégory Anquetil - Jean-Louis Facila - Michaël Guigou - Damien Scaccianocce | Pivots - Didier Dinart - Laurent Puigségur - Sylvain Rognon Demi-centres - Andrej Golić - Geoffroy Krantz - Rastko Stefanovič | Arrières - Mladen Bojinović - Cédric Burdet - Rabah Gherbi - Franck Junillon - Damien Kabengele - Nikola Karabatic - Sobhi Sioud Entraîneur - Patrice Canayer |

## Meilleurs buteurs
| Rang | Joueur              | Équipe               | Buts |
| ---- | ------------------- | -------------------- | ---- |
| 1    | Mirza Džomba        | Fotex KC Veszprém    | 67   |
| 2    | Lasse Boesen        | Kolding IF           | 53   |
| 2    | Ólafur Stefánsson   | SC Magdebourg        | 53   |
| 4    | Mikhaïl Iakimovitch | Portland San Antonio | 49   |
| 5    | Mariusz Jurasik     | Wisła Płock          | 46   |
| 5    | Sobhi Sioud         | Montpellier Handball | 46   |
| 7    | Nikola Karabatic    | Montpellier Handball | 43   |
| 7    | Rastko Stefanovič   | Montpellier Handball | 43   |
| 9    | Iulian Alexandru    | Fibrex Săvinești     | 42   |
| 9    | Boris Schnuchel     | Kolding IF           | 42   |